# Jules Verne
Jules-Gabriel Verne (født 8. februar 1828 i Nantes i Frankrig, død 24. marts 1905 i Amiens) var en fransk forfatter. Han er kendt for at skrive om rejser i verdensrummet, i luften og under vand, længe før det var muligt. Det gav ham titlen science fiction-romanens forgænger. Den deler han med H.G. Wells. Årsagen til hans store popularitet findes i den fantastiske behændighed, han udnyttede den moderne videnskabs landvindinger og udnyttede opfinder- og opdagelseslysten i enhver læser, og den behændighed han populariserede videnskaben og digtede videre på de mulige konsekvenser og problemstillinger. Han er den anden mest oversatte forfatter i verden ifølge UNESCO's oversætterstatistik. Flere af hans romaner er blevet filmatiseret endda flere gange.

## Biografi

### De første år
Jules Verne voksede op på en ø i floden Loire ved byen Nantes som den ældste af advokat Pierre Verne og hans kone Sophies fem børn. De isolerede omgivelser var med til at styrke hans fantasi og forestillingsevner og medvirkede til, at han knyttede tætte bånd til broderen. Da Jules var ni år, blev de to sendt på kostskole i Nantes, hvor Jules også studerede latin, noget han senere udnyttede i en novelle.
Efter de første studier i Nantes rejste Verne til Paris for at studere jura som sin far. Omkring 1848 begyndte han og Michel Carré at skrive librettoer til teatret. I de følgende år var hans interesser splittet mellem teatret og studierne, men nogle rejseskildringer, som han skrev for Musée des Familles, sendte ham i den retning, hvor hans talent senere udfoldede sig: at fortælle ekstravagante historier om rejser og eventyr med godt forberedte videnskabelige og geografiske detaljer.

### Litterær debut
Da Vernes far opdagede, at hans søn var mere optaget af at skrive end af at studere, inddrog han øjeblikkeligt den økonomiske støtte til sønnen. Verne blev nødt til at finde andre indtægtskilder og blev børsmægler; det brød han sig ikke om, skønt han havde evner for faget. Han mødte andre forfattere som Alexandre Dumas, den ældre og Victor Hugo, som begge gav ham råd om skrivningen. Verne blev sekretær ved Théâtre Lyrique i Paris, men ved siden af læste han en del geografi, naturhistorie og videnskabelige og tekniske nyheder. Det blev grundlaget for hans senere forfatterskab.
Han mødte også Honorine Anne-Hébé Morel, en enke med to døtre, som han giftede sig med den 10. januar 1857. Med hendes støtte fortsatte han med at skrive og lede efter en udgiver. Den 4. august 1861 blev deres søn Michel Jean Pierre Verne (1861-1925) født. Sønnen var et enfant terrible: han giftede sig med en skuespillerinde på trods af Jules Vernes protester og fik to børn med sin umyndige elskerinde!
Jules Verne skrev i den første del af sin forfatterkarriere teaterstykker og noveller. Han debuterede i 1850 med teaterstykket Les pailles rompues (De afbrækkede strå), som blev læst og godkendt af Alexandre Dumas, den ældre, før det blev sat op på Théatre Historique i Paris. Den skønlitterære debut kom i 1851 med novellerne L'Amérique du Sud (Syd-Amerika) og La science en famille (Den videnskabelige familie).

### Mødet med Hetzel
En lykkelig hændelse indtraf i 1862, da Verne rasende og frustreret i ren desperation kastede manuskriptet til sin første roman i kaminen. Hans hustru reddede det, og i 1863 lå det på forlæggeren Pierre-Jules Hetzels skrivebord. Han så muligheder, som andre ikke havde set.
Vernes situation blev kraftigt forbedret, da han mødte Pierre-Jules Hetzel, den mest betydningsfulde forlægger i Frankrig i slutningen af 1800-tallet. Han udgav Victor Hugo, George Sand og Erckmann-Chatrian. Da de mødtes, var Verne 35 og Hetzel 50 år. Til Hetzels død dannede de et frugtbart forbund.
Hetzels rådgivning forbedrede Vernes forfatterskab. Hetzel læste et udkast til Vernes fortælling om en udforskning af Afrika med luftballon. Historien var afvist af andre udgivere som værende for videnskabelig. På Hetzels råd indlagde Verne et par komiske elementer, ændrede en tragisk slutning til en lykkelig og nedtonede det politiske budskab. Romanen udkom i 1863 som Cinq semaines en ballon (Fem uger i luftballon).
Verne skrev kontrakt med Hetzel og forpligtede sig til at udgive to romaner om året; hvilket han næsten holdt. I det næste kvarte århundrede var der næppe et år, hvor Hetzel ikke udgav en eller flere af Jules Vernes fortællinger. De mest populære var Voyage au centre de la Terre (Rejse til Jordens indre, 1864); De la Terre à la Lune (Fra jorden til månen, 1865); Vingt mille lieues sous les mers (En verdensomsejling under havet, 1869); og Le tour du monde en quatre-vingts jours (Jorden rundt i 80 dage, 1872). Jules Verne blev både rig og berømt.
De fleste af Vernes fortællinger blev udsendt som føljetoner i Magazine d'Éducation et de Récréation, som udkom to gange om ugen. Derefter kom de i bogform. Verne er en af de mest oversatte forfattere i verden, oversat til 148 sprog ifølge statistikker fra UNESCO.

### De sidste år
Da Jules Verne kom hjem den 9. marts 1886, blev han mødt af sin nevø Gaston, der kom imod ham med en revolver. Det udviklede sig til nærkamp om våbnet, som gik af. En kugle traf Vernes venstre fod, og han kom sig aldrig helt over skudsåret. Gaston blev anset for at være mentalt forstyrret og kom til at tilbringe resten af sit liv på et sindsygehospital. Hændelsen gjorde Verne deprimeret. I et brev til broderen Paul kort tid efter skrev han: Jeg lever nu kun for mit arbejde.
Efter at både Hetzel og Vernes elskede mor døde i 1887, begyndte Verne at skrive i en mørkere tone. Fx i Slottet i Karpaterne, en historie om en slotsherre, som beundrer en sangerinde grænseløst, bliver årsag til hendes død for derefter at dyrke hendes minde via lyd- og billedgengivelser. Andre fortællinger havde temaet død. I 1888 gik han ind i politik og blev valgt som byrådsmedlem i Amiens, hvor han kæmpede for forbedringer og var politisk aktiv i de næste 15 år. I 1905 døde Verne i sit hjem, Boulevard Longueville 44, i dag omdøbt til Boulevard Jules-Verne.
Jules Verne flyttede til fiskerlandsbyen Le Crotoy i midten af 1860’erne og til Amiens efter den tysk-franske krig i 1871. Hans syn blev svækket på hans gamle dage. Stær nedsatte synet på det ene øje kraftigt. Det andet var ødelagt af overanstrengelse. Desuden var han svækket af sukkersyge.
Sønnen Michel Verne tog sig efter Vernes død af udgivelsen af Søinvasionen og Fyrtårnet ved verdens ende.
I 1863 skrev Verne en roman Paris i det 20. århundrede om en ung mand, der levede i en verden af skyskrabere i glas, højhastighedstog, biler drevet af gas, regnemaskiner og et verdensomspændende kommunikationsnetværk uden at finde lykken. Historien slutter tragisk. Hetzel mente, at romanens pessimisme ville være ødelæggende for Vernes karriere og foreslog, at han ventede 20 år med at udgive den. Verne gemte manuskriptet i et pengeskab, hvor det først blev opdaget af hans sønnesøns søn i 1989. Bogen udkom første gang i 1994.

## Påvirkningen fra Hetzel
Hetzels påvirkning på forfatterskabet var betydelig. Verne, som var lykkelig over at finde en udgiver, der troede på ham, gik med på alle de ændringer, Hetzel foreslog. Hetzel afviste, som nævnt, romanen (Paris i det 20. århundrede) og opmuntrede Verne til betydelige ændringer i andre: Hetzel forandrede Vernes pessimisme til det modsatte. Jules Verne nærede ikke stor entusiasme for teknologi og udvikling. Det ses af hans første og sidste værk, skrevet før han mødte Hetzel og efter dennes død.
Hetzel fik fjernet Vernes antisemitiske synspunkter i hans tidligste værk (Martin Paz) og i hans sidste (Hector Servadac). Desuden blev kaptajn Nemos ændret fra at være en polsk flygtning til at være hindu, der sloges mod Det britiske imperium, for ikke at fornærme Rusland, Frankrigs allierede.

## Vurdering af Jules Verne
Verne læses stadig i stort omfang, både i Frankrig og i resten af verden. Men det er ikke en forfatter, man praler af at have læst. Dertil er han for letforståelig. Verne er selv årsag til, at man i dag kender et brev, han modtog fra George Sand. Hun skrev: Jeg takker Dem, hr. Verne, for de venlige ord, de har skrevet i to forbløffende romaner. Takket være disse er det lykkedes mig at komme over en smertefuld periode og beherske min nervøsitet. Jeg har kun en bebrejdelse at gøre Dem, med hensyn til disse romaner, og det er, at jeg er færdig med læsningen, og at der ikke er et dusin andre til min rådighed. Jeg håber, at De snart vil føre os ned i oceanernes dyb, og at De vil lade Deres romanpersoner benytte dykkerdragter, som Deres viden og fantasi vil tillade Dem at gøre helt perfekte. Dette brev blev, efter Vernes eget udsagn, årsag til, at han skrev En verdensomsejling under Havet. I den nyere tid kunne man nævne Georges Perec, som i sin bog Livet - en brugsanvisning hyppigt henviser til Verne og øjensynligt er påvirket af Vernes stil, ikke mindst med hensyn til elegant ironi.
Mange af Jules Vernes bøger bruger teknologi fra en tænkt fremtid. I En verdensomsejling under havet fra 1870 spiller en undervandsbåd hovedrollen. Ubåde var opfundet på Vernes tid, men det var utænkeligt, at datidens ubåde skulle kunne sejle tusindvis af kilometer under vand, sådan som Nautilus gjorde i Vernes bog. Der gik 80 år, før sådanne ubåde opstod i virkeligheden. Navnet, Nautilus, er derimod blevet synonymt med ubåde. Det var Robert Fulton, som 17 år før Vernes roman foretog en rejse med en hjemmelavet ubåd af samme navn.
Verne havde stor kundskab om videnskab, natur og teknik, og det var til stor hjælp i hans skrivning. Han byggede på tekniske ideer, som lå i luften, og efter hans død lå omkring 25.000 mapper med systematiske udklip og notater i arbejdsværelset. Hans evne til at dramatisere var større end den tilsvarende evne til at forudsige. Han må først og fremmest læses som en spændingsforfatter, ikke som spåmand om fremtiden. I bogen Rejsen til månen skal tre forskere skydes op til Månen med en kæmpekanon. Kanonkuglen bliver skudt op fra Florida, hvor nutidens virkelige måneraketter faktisk blev sendt op 100 år senere. Verne havde tilfældigvis gættet på Florida, og hans forudsigelser var stort set baseret på det, han havde læst. Teknikken var for øvrigt umulig. Den enorme acceleration ville have dræbt de tre øjeblikkeligt og sandsynligvis ødelagt kanonkuglen, hvis det var blevet forsøgt i virkeligheden.
Han bliver ofte karakteriseret som en foregangsmand inden for science fiction, men det er overdrevet. Han startede ikke nogen ny retning, men befandt sig i en bred tradition, hvor særligt Daniel Defoe stod centralt. En nyopdaget, men ikke færdiggjort bog, hed faktisk "L'oncle Robinson" (Onkel Robinson). Edgar Allan Poe var også vigtig i genren. En af Poes noveller, The Baloon Hoax var den direkte foranledning til Vernes første roman, og han fuldførte et af Poes ufærdige romanudkast, The Narrative of Arthur Gordon Pym i Le sphinx des glaces (1897).
Jules Vernes storhed ligger i hans sandsynliggørelse af tænkt teknik, foruden det skildrede miljø og atmosfæren, og ikke i hvilken grad det teknisk var muligt eller ej. Allerede som ung beskrev Verne retningen for sit forfatterskab: "at dramatisere geografi lige så effektivt, som Alexandre Dumas havde dramatiseret historie".

## Jules Verne internationalt

### Jules Verne i Danmark
I en af Vernes allertidligste romaner, Rejsen til Jordens indre, foregår en stor del af handlingen i Danmark og på Island. De to hovedpersoner bestiger spiret på Frelsers Kirkes tårn med henblik på at få kontrol over deres svimmelhed. Denne tidlige roman har tyske – og sympatiske – hovedpersoner. Det var før den tysk-franske krig i 1870. En tredje, vigtig person, er islændingen Hans, som er fåmælt, men taler en ejendommelig blanding af nordiske sprog. Hans er med på hele den underjordiske rejse.
Det charmerende, absurd friskfyragtige ved Jules Verne er præcist beskrevet af danskeren Susanne Vebel:
	Hans romaner er ikke litterære mesterværker, men i dem ses digteren, som med undring og ærefrygt konstaterer, at han befinder sig i den bedste verden, midt i den tekniske kultur, som åbner uanede muligheder for fremtiden. Man kan læse hans bøger som hymner til dampens, elektricitetens, mikroskopets og teleskopets pris.
Og ikke mindst gælder Vebels karakteristik Den hemmelighedsfulde Ø. Bogen er ingeniøralderens robinsonade, en teknologisk opdateret version af Robinson Crusoe, 155 år efter.
Den hemmelighedsfulde Ø er en vellykket syntese af to tanker. For det første er øen et udtryk for et paradis for opfindsomme og eventyrlystne børn, en kæmpe eventyrlig legeplads til fri afbenyttelse. For det andet en fremskridtsoptimisme og ingeniørkunstens dyrkelse. Verne lod på ingen måde fantasien løbe løbsk, han benyttede videnskaben på den tid. Han brugte ofte så lang tid på videnskabelige bøger og tidsskrifter i bibliotekerne, at hans kone skal have beklaget sig over ham. Det var dog ikke kun hans kone, der kunne være kritisk. Den norske fysiker og forfatter Eirik Newth har skrevet, at "De handlingsmættede fortællinger er spækket med faktaoplysninger, som forfatteren gør lidt eller slet intet for at omskrive".
Vernes sans for detaljer kan være forstyrrende for den flydende læsning og virke både pedantisk og omstændelig, andre gange giver det et komisk skær, som for eksempel i denne passage fra En verdensomsejling under havet:
| “ | Den del af verden som er dækket af vand er 363.500.000 km² stor. Havets flydende masse har en volumen på 14.300.000.000 km³. I kugleform ville denne masse have en diameter på 297 km og en vægt på 14.300.000.000.000.000.000 ton. | ” |

De første oversættelser til dansk udkom i 1872. Det var forkortede udgaver uden illustrationer. Men også før den fransk-tyske krig har Verne været kendt i Danmark. Der var dengang et ikke ubetydeligt mindretal, der kunne læse fransk.
Da Napoleon III erklærede Prøjsen krig i 1870, var stemningen i Danmark meget pro-fransk. Kun med nød og næppe modstod regeringen fristelsen til at slutte sig til krigen på Frankrigs side. Efter Frankrigs nederlag var Danmark og Frankrig forenede i fjendtlige følelser over for Tyskland og i sorgen over at have mistet provinser.
Den første af oversættelserne blev: En verdensomsejling under Havet, som var skrevet under krigen. Kaptajn Nemo har lighedspunkter med Napoleon III (Genstand for hele verdens opmærksomhed, kosmopolitisme, sprogkundskaber, hjælp til nationale mindretal og – ikke mindst – forbogstavet N). Siden krigen i 1864 havde Napoleon III været uhyre populær i Danmark og Norge. Men Nemo er også blevet taget til indtægt for arbejderbevægelsens mest revolutionære grene, såsom anarkismen. Vernes romaner handler imidlertid aldrig om de aktuelle begivenheder i Frankrig. Han nævner ikke krigen mod Prøjsen, Pariserkommunen eller det andet Kejserdømmes fald og Republikkens fødsel i sine romaner. Men de danske læsere var velunderrettede om disse begivenheder.
Først i 1913 kom der billige – og stærkt forkortede – udgaver af Verne. Disse bøger fra Kunstforlaget Danmark var forsynede med nogle af de originale illustrationer og udkom i 70.000 eksemplarer. Det var Danmarks første billigbøger. På titelbladet hævdes det, at disse udgaver var autoriserede af Jules Verne, men teksten var voldsomt forkortet, uden at læseren blev gjort opmærksom herpå. En verdensomsejling under Havet er således på ca. 86.000 ord i denne udgave, mens den almindelige franske billigbogsudgave er på ca. 200.000 ord. Kaptajn Grants Børn er reduceret til omtrent en tredjedel af den franske tekst. Vernes ordforråd, som er rigt på grænsen til det ironiske, bliver i de danske udgaver temmelig fattigt. De afsnit, som er strøget i de danske forkortelser, er især sekundære handlingsforløb, men også opremsninger af dyre- og plantenavne samt beskrivelser af geografisk, topologisk eller teknisk art. Verne er ikke selv en meget omhyggelig forfatter, men de forkortede udgaver er direkte sløsede. Floden i Den hemmelighedsfulde Ø skifter strømretning, uden at den danske læser får forklaret årsagen! Kolonisternes første båd havde i Vernes version en mast af gran, i den danske version er masten lavet af egetræ. Desuden forveksler oversætteren ordet :"lukaf“ med “luge“ osv. Skibstekniske forklaringer er en af Vernes stærke sider, men i de forkortede udgaver bliver det tit til vrøvl. Disse danske udgaver er i virkeligheden ikke oversættelser, men hastigt fremstillede kondensater eller resumeer. Trods disse skavanker blev de forkortede udgaver tit charmerende, fordi der var megen følelsesmæssig forståelse mellem Frankrig og Danmark. I sine senere romaner var Verne direkte tyskfjendtlig, især i “Les 500 millions de la Begum“. Det var en holdning, den danske offentlighed værdsatte.
I 1970'erne udgav Hernovs forlag endelig en række af romanerne i komplette udgaver med de oprindelige illustrationer. Endvidere findes der i dag en del Verne-romaner oversat på elektronisk form. Alle romanerne findes også på elektronisk form på fransk.

### Vernes omdømme i engelsktalende lande
I Frankrig havde Jules Vernes et fantastisk ry og var berømt for at skrive så godt fransk, at unge blev opmuntret til yderligere læsning. I de lande, hvor han blev godt oversat, fik hans videnskabelige og politiske dygtighed også opmærksomhed. Det var ikke tilfældet i de engelsktalende lande.
Verne var ofte kritisk over for Det britiske imperium, og tilfældigvis var hans første engelske oversætter præsten Lewis Page Mercier, som under pseudonym fjernede sådanne afsnit, for eksempel den politiske kamp, som motiverede kaptajn Nemo i En verdensomsejling under havet. Mercier og andre engelske oversættere havde især problemer med metersystemet, som Verne benyttede sig af, og oversatte det direkte til det engelske og følgelig med fejl; nogle gange blev betydningsfulde angivelser bare fjernet, andre gange beholdt de tallene, men ændrede enheden (meter, kilogram, sekunder osv.). Det gjorde Vernes talmateriale til det rene vrøvl. Kunstneriske afsnit og hele kapitler blev fjernet for at tilpasse udgiverens behov for rigtig boglængde, uanset hvilken betydning det havde for romanens logik.
Det betød, at Jules Verne i de engelsktalende lande havde ry for, at hans fortællinger ikke var for voksne, men udelukkende for børn. Siden hans bøger ikke var anset for at være af skønlitterær værdi, blev de heller ikke nyoversat, og de elendige oversættelser af Mercier og andre blev trykt igen og igen i årti efter årti. Først i 1965 blev den første respektfulde oversættelse af en Verne-roman udgivet, men Verne er aldrig helt blevet rehabiliteret i den engelsktalende verden.

### I Norge
I sin ungdom rejste Verne ikke meget, men 14 dage efter premieren på skuespillet Onze jours de siège i Paris den 1. juni 1861, skrevet i samarbejde med Charles Wallut, havde Verne endelig pengene. Sammen med nogle venner rejste han med et fragtskib til Norge for at opleve et geografisk fænomen, som interesserede ham; midnatssolen. Turen tog omkring seks uger. Den 3. august var han tilbage, samme dag blev han far for første gang, og lige efter flyttede familien til den lille by Amiens, hvor Verne blev resten af sit liv.
Det var en artikel i National Geographic, der omtalte Rjukan i Norge som et af verdens underværker, som lokkede Jules Verne til Norge. Notaterne fra rejsen blev 20 år senere til bogen Un billett de loterie, le No 9672, hvor også Bergen omtales. Her følges det tapre søskendepar Joel og Huldra ud i den vilde natur i Telemarken, bogen og er et karakteristisk eksempel på Vernes omstændelige stil:
| Citat | Fra Rjukanfossen derhenne skød Vanddampen som en blaalig Støvsky i slangeagtige Bugtninger højt op i Luften. Huldra og Joel slog ind paa en lille Sti, som Førerne kender godt, og som sænker sig ned mod det indsnævrede Dalstrøg. (...). Rjukan - det vil sige "den rygende" - er en af Norges, ja maaske en af Europas mest storartede Fosser. Den dannes af Maaneelven, som fra en højde af ni hundrede Fod og med en aldeles øredøvende Larm styrter sig ned ad Fjeldterrassen mellem Mjøsvand og Tinsøen... | Citat |
|       | |       |

I et seksbindsværk med oversigter over historiens vigtigste opdagelsesrejser fortæller Verne entusiastisk om, da nordmanden Bjørn Herjulfsson opdagede søvejen til Amerika: De store Rejsers og de store Rejsendes Historie eller Jordens Opdagelseshistorie.
Da den legendariske undervandsbåd Nautilus kom i vanskeligheder i En verdensomsejling under havet, reddede de ufrivillige gæster sig i land i Norge.

## Udvalgte værker
- Cinq semaines en ballon, 1863 (dansk: Fem uger i Ballon, 1874).
- Voyage au centre de la Terre, 1864 (dansk: Rejsen til Jordens Indre, 1898).
- De la terre à la lune, 1865 (dansk: Fra jorden til månen, 1876).
- Les enfants du capitaine Grant, 1868 (dansk: Kaptajn Grants Børn, 1879).
- Vingt mille lieues sous les mers, 1870 (dansk: En Verdensomsejling under Havet, 1872).
- Autour de la Lune, 1870 (dansk: Omkring Maanen, 1876).
- Une fantaisie du Docteur Ox, 1872 (dansk: Doktor Ox, 1876).
- Le tour du Monde en quatre-vingts jours, 1873 (dansk: Jorden Rundt i 80 Dage, 1873).
- L'Île mystérieuse, 1875 (dansk: Den hemmelighedsfulde Ø, 1900).
- Hector Servadac, 1877 (dansk: Hector Servadac, 1883).
- Un capitaine de quinze ans, 1878 (dansk: Kaptajnen på femten Aar, 1880).
- Les Cinq cents millions de la Bégum, 1879 (dansk: Den indiske arv, 1904).
- Le maison à vapeur, 1880 (dansk: Det rullende Hus, 1881).
- Deux ans de vacances, 1888 (dansk: To Aars Ferie, 1889).
- Paris au 20e siècle, skrevet 1863, udgivet 1994 (dansk: Paris i det 20. århundrede 1995).

## Jules Vernes navn i teknologi og videnskab
- "Jules Verne" er navnet på ESA's første automatiserede rum-shuttle (ATV, Automated Transfer Vehicle) der bragte forsyninger til Den Internationale Rumstation.[7]